# Линейная система
Лине́йная систе́ма — любая система, для которой отклик системы на сумму воздействий равен сумме откликов на каждое воздействие. В математической модели линейной системы это означает, что оператор преобразования «вход-выход» линеен. Иногда линейное свойство системы называют принципом суперпозиции.

## Необходимые условия линейности
- Гомогенность — при изменении амплитуды входного сигнала в k раз также в k раз изменяется и амплитуда выходного сигнала.
- Аддитивность — при суммировании входных сигналов результирующий сигнал на выходе будет равен сумме реакций от исходных сигналов.
- Инвариантность — когда смещение входного сигнала во времени вызывает аналогичное смещение выходного сигнала.
- Статическая линейность — когда основные законы в системе описываются линейными уравнениями.
- Гармоническая верность — если на вход системы подать синусоидальный сигнал, то на выходе будет сигнал той же частоты.

## Свойства линейных систем
- Порядок установки линейных систем не влияет на результирующий сигнал.
- Любая сложная система будет линейна, если составлена из линейных систем и блоков суммирования.
- Перемножение сигнала на константу является линейной операцией, а перемножение двух сигналов — нелинейной.